# Barbara Yelverton
Pour les articles homonymes, voir Yelverton.
Barbara Yelverton, née le 20 mai 1810 à Brandon House (Warwickshire) et morte le 18 novembre 1858 à Rome, baronne Grey de Ruthin, marquise de Hastings, est une paléontologue et naturaliste britannique.

## Biographie
Barbara Yelverton collecte et décrit de nombreux fossiles sur l'ile de Wight, puis sur les falaises de Hordle, riches en fossiles de l'Éocène. Elle est admise à la British Association for the Advancement of Science dès l'ouverture de celle-ci aux femmes, en 1847. Elle travailla avec Richard Owen qui lui dédia un fossile, Crocodilus hastingsiae, et plus tard une espèce de tortue, Trionyx barbarae.
Elle publie des articles dont « Description géologique des falaises d'Hordle » en 1852 qui ont contribué à faire connaitre l'Éocène comme période paléontologique. Quelques années avant sa mort, elle vend sa remarquable collection de fossiles au British Museum, en 1855.

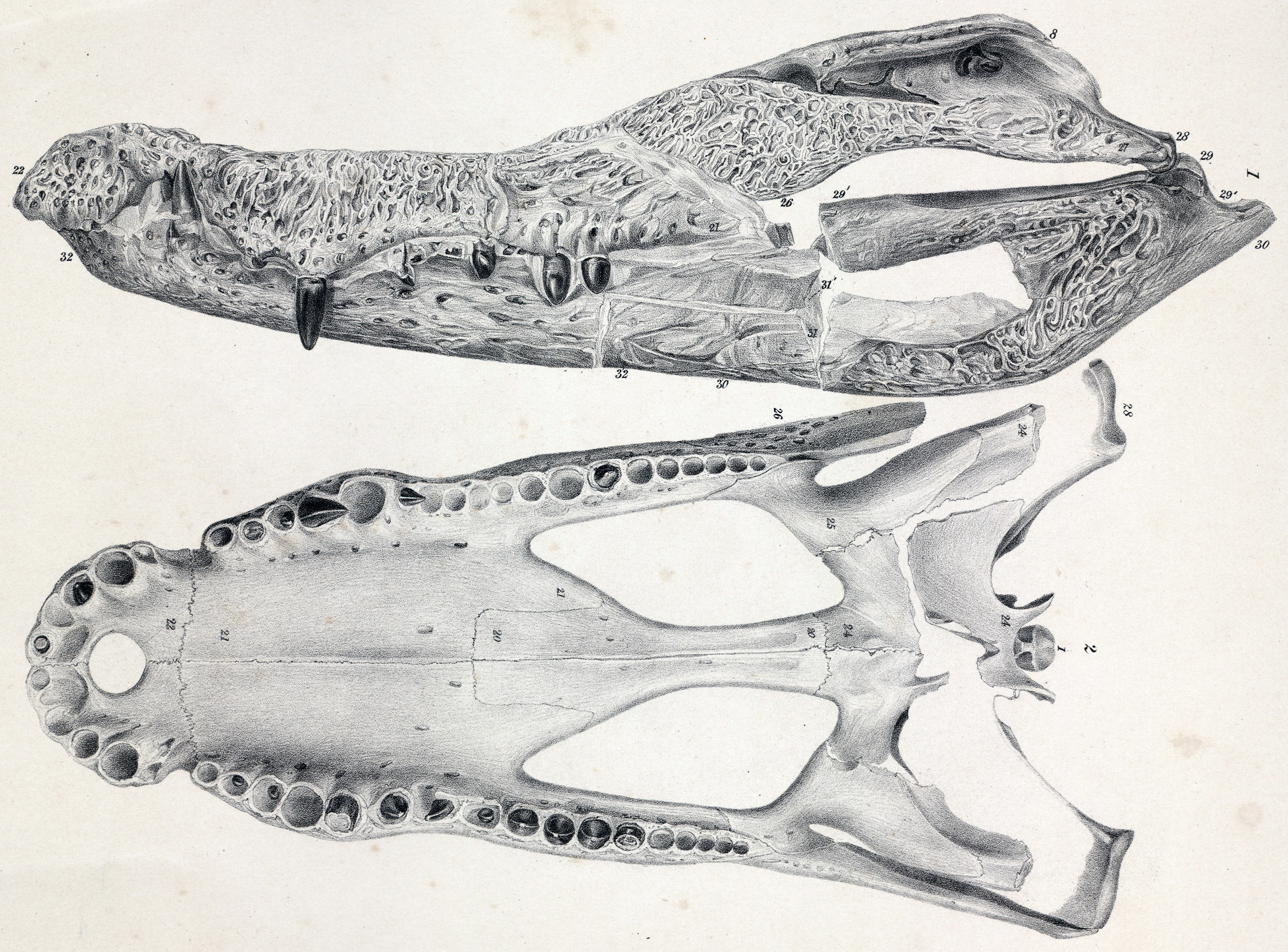
Crocodilus hastingsae.

## Sources
: document utilisé comme source pour la rédaction de cet article.
- Éric Buffetaut, « La marquise, l'anatomiste et le crocodile », Espèces revue d'histoire naturelle, no 28,‎ juin 2018, p. 72-76